# Festival Omladina 1969.
```
                             Festival Omladina 1969
```

Slijedi popis pjesama, autora glazbe i izvođača :
```
       1. Nisam taj ( E. Berčev ) - Marinko Rudić
       2. Nikad Neću biti sretan ( Darko Billeg ) - Boris Babarović
       3. Pleši , pleši momo mila ( Marko Demichielli ) - Vis Delfini ( Split )
       4. Ljiljana ( Slave Dimitrov ) - Slave Dimitrov
       5. Možda čudne stvari ( N. Ignjatović ) - Ibrica Jusić
       6. Sećanje na san ( ( N. Ignjatović ) - Dušan Prelević
       7. Vreme će izbrisati uspomene stare ( Aleksandar Ilić ) - Snežana Patčev
       8. U lud tonem san ( Dragan Jelić ) - Vis Džentlmeni
       9. Da li znaš ( Petko Kantardžiev ) - Žarko Dančuo
       10. Mjesto pod suncem ( Petko Kantardžiev ) - Vis Indeksi
       11. Ona koju želim ( Božo Knežević ) - Božo Knežević
       12. Prolaze godine ( Ferenc Kovač ) - Dalibor Brun
       13. Mini moris ( Mihajlo Kovač ) - Sabina Varešanović
       14. Kasno je već ( Mihajlo Kovač ) - Vjekoslav Jutt
       15. Kako site mladi ( T. Organdžiev ) - Seka Kojadinović
       16. Sve sam pokušala da te zavolim ( Frane Parać ) - Marcela Munger
       17. Postoji jedno mesto na svetu ( Nenad i Tamara Pavlović ) - Tamara Pavlović
       18. Svaki dan sam ( Ivica Percl ) - Ivica Percl
       19. Tebe volim ( Zoran Simjanovič ) - Lidija Kodrič
       20. Kad bi htjela ( Goran Škerlep ) - Goran Škerlep
       21. Vreme je u nama ( Novak Tešić ) - Vera Jankova
       22. Jesen na njenon dlanu ( Đorđe Uzelac ) - Vis Bele vrane
       23. Picigin ( Nenad Vilović ) - Vis Dinamiti
       24. Zvezdani bulevar ( D. Zimonić ) - Daliborka Stojšić
```

```
  Izvori : Ilustrirani zagrebački tjednik Studio , Ilustritrani beogradski tjednik Čik , Internetska stranica Sva ta muzika
```

## Vanjske poveznice
- (srp.) Festival Omladina  Arhivirana inačica izvorne stranice od 29. prosinca 2018. (Wayback Machine)
- (srp.) Facebook
- (srp.) Subotica.com